# Thierry Cambournac
 (mai 2022).
Thierry Cambournac, né le 30 juillet 1953 à Paris, est un militaire français. Général d'armée, il est inspecteur général des armées de 2011 à 2013.

## Biographie
Après des études secondaires au lycée Saint-Louis-de-Gonzague, Thierry Cambournac entre au lycée militaire de Saint-Cyr où il effectue ses deux années de classe préparatoire (« corniche »). En septembre 1973, il intègre l'École spéciale militaire de Saint-Cyr comme élève-officier au sein de la promotion Maréchal de Turenne (1973-1975). À l'issue de sa scolarité, il choisit l'arme du génie et rejoint donc l'École du génie d'Angers.
En 1976, il est affecté, comme chef de section, au 17e régiment du génie parachutiste. Quatre ans plus tard, il devient capitaine-instructeur à l'École spéciale militaire de Saint-Cyr.
En 1982, il revient au 17e régiment du génie parachutiste où il est successivement officier instruction, commandant de la 1re compagnie de combat, et chef du bureau des personnels.
En 1986, il part en Allemagne où il suit pendant deux ans les cours de la Führungsakademie de la Bundeswehr.
En 1988, il est admis à l'École supérieure de guerre et est nommé l'année suivante lieutenant-colonel, responsable du budget de fonctionnement au bureau planification-finances de l'état-major de l'Armée de terre.
De 1991 à 1994 il est aide de camp du Président de la République, François Mitterrand.
Il prend ensuite le commandement du 17e régiment du génie parachutiste et est chargé de déminer le secteur de Sarajevo,.
Il est nommé en 1996 adjoint "tactique-organisation" à la cellule doctrine et études opérationnelles du bureau Études de l'état-major de l'Armée de terre.
De 1998 à 2002, il est successivement chef du bureau de conception des systèmes de forces de l'état-major de l'Armée de terre, auditeur à l'IHEDN et au CHEM.
En 2002, il est nommé général de brigade, et devient sous-directeur recrutement à la direction du personnel militaire de l'Armée de terre. 
En 2005, promu général de division, Il est chef de la division "plans-programmes-évaluation" à l'état-major des armées.
En 2007, il est nommé général de corps d'armée et inspecteur de l'Armée de terre.
En 2008, il est nommé chef de la mission pour la coordination de la réforme au ministère de la Défense.
En 2011, il est nommé général d'armée et inspecteur général des armées - Terre par décret du 20 juin 2011,.
En 2013, admis dans la 2e section des officiers généraux, il est recruté par le groupe d'aéronautique Satys. Sa carrière dans l'aéronautique se poursuit jusqu'en 2019. De 2014 à 2017, il succède au général Piquemal à la tête de l'Union nationale des parachutistes.
En 2020 il est élu maire de La Romieu (Gers) et vice-président chargé du tourisme et de l'attractivité du territoire de la communauté de communes de la Lomagne gersoise. Il est également président du conseil d'administration de l'Institut catholique de Toulouse.
Marié, père de trois enfants, il fut membre du jury du prix littéraire de l'Armée de terre - Erwan Bergotde 2006 à 2013.
Titulaire de 5 citations et grand officier de l'ordre national du mérite, il est élevé à la dignité de grand officier de la Légion d'honneur par décret du 1er juillet 2011,.

## Décorations
- Grand officier de la Légion d'honneur
- Grand officier de l'ordre national du Mérite
- Croix de la Valeur militaire avec 5 citations
- Croix du combattant
- Médaille d'Outre-Mer
- Médaille de la Défense nationale, échelon bronze
- Médaille commémorative française
- Médaille des Nations unies pour FINUL
- Médaille des Nations unies pour UNPROFOR
- Médaille de service en ex-Yougoslavie
- Officier de l'ordre de Léopold
- Lieutenant de l'ordre royal de Victoria
- Croix d'honneur des forces armées allemandes niveau bronze
- Officier de l'ordre national du Lion (Sénégal)
- Médaille de la reconnaissance des forces armées gabonaises